# Червоное (Тарутинский район)
Черво́ное (укр. Червоне) — село, входит в состав Вознесенского-Второго сельского совета Тарутинского района Одесской области Украины. До 1945 года село называлось Михай — в честь воеводы Валахии, Трансильвании и Молдавии Михая Храброго.
Население по переписи 2001 года составляло 520 человек. Почтовый индекс — 68514. Телефонный код — 8-04847. Занимает площадь 0,68 км². Код КОАТУУ — 5124781405.

## История
В 1945 году Указом ПВС УССР село Михай переименовано в Червоное.

## Местный совет
68514, Одесская обл., Тарутинский р-н, с. Вознесенка Вторая, ул. Ленина, 80